# Diospyros streptosepala
Diospyros streptosepala är en tvåhjärtbladig växtart som beskrevs av Elmer Drew Merrill. Diospyros streptosepala ingår i släktet Diospyros och familjen Ebenaceae. Inga underarter finns listade i Catalogue of Life.